# César Vallejo
César Abraham Vallejo Mendoza (Santiago de Chuco, 16 de marzo de 1892-París, 15 de abril de 1938) fue un poeta y escritor peruano. Es considerado uno de los mayores innovadores de la poesía universal del siglo XX y el máximo exponente de las letras en Perú. Es, en opinión del crítico Thomas Merton, «el más grande poeta católico desde Dante, y por católico entiendo universal» y, según Martin Seymour-Smith, «el más grande poeta del siglo XX en todos los idiomas».
Publicó en Lima sus dos primeros poemarios, Los heraldos negros (1918), con poesías que, si bien en el aspecto formal son todavía de filiación modernista, constituyen a la vez el comienzo de la búsqueda de una diferenciación expresiva; y Trilce (1922), obra que significa ya la creación de un lenguaje poético muy personal, coincidiendo con la irrupción del vanguardismo a nivel mundial. En 1923, dio a la prensa su primera obra narrativa: Escalas, colección de estampas y relatos, algunos ya vanguardistas. Ese mismo año partió hacia Europa, para no volver más a su patria. Hasta su muerte residió en París, con algunas breves estancias en Madrid y en otras ciudades europeas en las que estuvo de paso. Vivió del periodismo complementado con trabajos de traducción y docencia.
En la última etapa de su vida no publicó libros de poesía, aunque escribió una serie de poemas que aparecerían póstumamente. Sacó, en cambio, libros en prosa: la novela proletaria o indigenista El tungsteno (Madrid, 1931) y el libro de crónicas Rusia en 1931 (Madrid, 1931). Por entonces, escribió también su cuento más famoso, Paco Yunque, que saldría a luz años después de su muerte. Sus poemas póstumos, Poemas humanos fueron publicados junto con España, aparta de mí este cáliz, en 1939 gracias al empeño de su viuda, Georgette Vallejo. La poesía reunida en estos últimos volúmenes es de corte social, con esporádicos temas de posición ideológica y profundamente humanos. Para muchos críticos, los Poemas humanos constituyen lo mejor de su producción poética (esto lo ha hecho merecedor del calificativo de «poeta universal»).

## Biografía

### Primeros años
César Abraham Vallejo Mendoza nació el 16 de marzo de 1892 en Santiago de Chuco, pueblo en una zona alta del departamento de La Libertad, en Perú. Hijo de Francisco de Paula Vallejo Benites y María de los Santos Mendoza Gurrionero, fue el menor de once hermanos; su apariencia mestiza se debió a que sus abuelas fueron indígenas y sus abuelos gallegos, uno de ellos fue el sacerdote mercedario José Rufo Vallejo, quien nace en las catacumbas de la iglesia del pueblo de Pallasca en Áncash. Vallejo era un «hombre muy moreno, con nariz de boxeador y gomina en el pelo», recordaba César González Ruano, en una entrevista publicada en el Heraldo de Madrid, el 27 de enero de 1931.

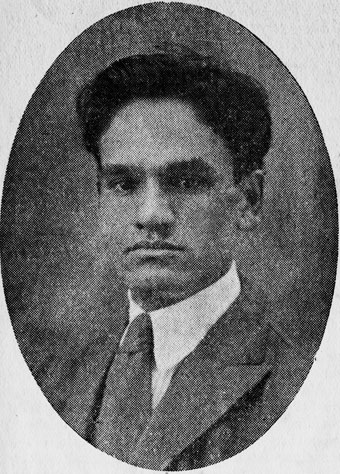
El joven Vallejo

Sus padres querían que fuera sacerdote , lo que él en su primera infancia aceptó de muy buena gana; de ahí que existan tantas referencias bíblicas y litúrgicas en sus primeros versos. Sus estudios primarios los realizó en el Centro Escolar N.º 271 del mismo Santiago de Chuco, pero desde abril de 1905 hasta 1909 estudió la secundaria en el Colegio Nacional San Nicolás de Huamachuco.
En 1910 se matriculó en la Facultad de Letras de la Universidad Nacional de Trujillo, pero debido a problemas económicos retorna a su pueblo, con el propósito de trabajar y ahorrar para continuar luego sus estudios. Apoyó a su padre en las tareas administrativas de gobernador y toma contacto con la realidad de los mineros de Quiruvilca, cerca de Santiago de Chuco, lo que recordará más adelante en su novela El tungsteno.
Viajó a Lima en 1911 para matricularse en la Facultad de Medicina de San Fernando, pero nuevamente abandonó el claustro universitario por razones económicas o tal vez por desilusionarse de dicha carrera. Consiguió un empleo de preceptor de los hijos de Domingo Sotil, un rico minero y hacendado de Acobamba (departamento de Junín), trabajo en el que permaneció durante siete meses. Luego regresó a Trujillo, y en 1912 consiguió un modesto empleo como ayudante de cajero en la hacienda azucarera “Roma”, en el valle Chicama, donde fue testigo de la cruel explotación de los peones indios.

### La bohemia de Trujillo

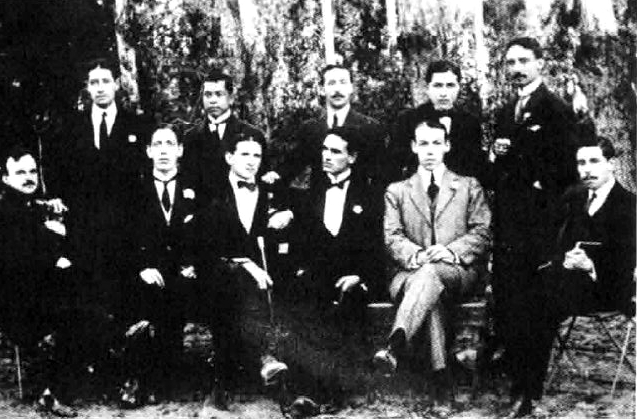
La “bohemia trujillana” o Grupo Norte, 1916. Vallejo es el cuarto de los sentados, de izquierda a derecha. Atrás de él, Antenor Orrego.

En 1913 regresó a Trujillo con el propósito de retomar sus estudios universitarios en Letras. A fin de costearse sus estudios, trabaja como maestro en el Centro Escolar de Varones N.º 241, y luego como profesor del primer año de primaria en el Colegio Nacional de San Juan, donde tuvo como alumno pequeño a Ciro Alegría, que más tarde se convertiría en un gran novelista. El 22 de septiembre de 1915 se gradúa de bachiller en Letras con su tesis El romanticismo en la poesía castellana.
En 1916 frecuenta con la juventud intelectual de la época agrupada en la bohemia trujillana, conocida luego como Grupo Norte, donde figuran Antenor Orrego, Alcides Spelucín, José Eulogio Garrido, Juan Espejo Asturrizaga, Macedonio de la Torre y Víctor Raúl Haya de la Torre. Publicó sus primeros poemas en los diarios y revistas locales (algunos de los cuales son recogidos por publicaciones de Lima) y se enamora de María Rosa Sandoval, joven atractiva e inteligente, que fue la musa inspiradora de algunos de sus poemas de Los heraldos negros.
En 1917 conoce a Mirtho (Zoila Rosa Cuadra), una muchacha de quince años con quien sostiene un apasionado y corto romance. Al parecer, Vallejo intenta suicidarse a causa del desengaño pero es convencido por sus amigos para viajar a Lima con el fin de retomar sus estudios en la Universidad Nacional Mayor de San Marcos y conseguir su doctorado en Letras y Derecho.

### El recuerdo de María Rosa
El recuerdo de María Rosa Sandoval es la inspiración de su primer libro, “Los heraldos negros”, y se junta al de la madre del poeta también llamada María en la imprecación a Dios de su poema “Los dados eternos”: “Tú no tienes Marías que se van…” Después de más de un año de romance, ella desaparece sin dejar huella. Se sabrá después que María Rosa viajó a las serranías de Otuzco para alejarse del poeta a quien no quería entristecer con su enfermedad mortal: una tuberculosis que terminó con su vida en 1918. La misteriosa amada que tanta importancia tiene en la poesía de Vallejo dejó un inédito diario de vida revelado en la novela biográfica Vallejo en los infiernos de Eduardo González Viaña.

### Viaje a Lima.Los heraldos negros

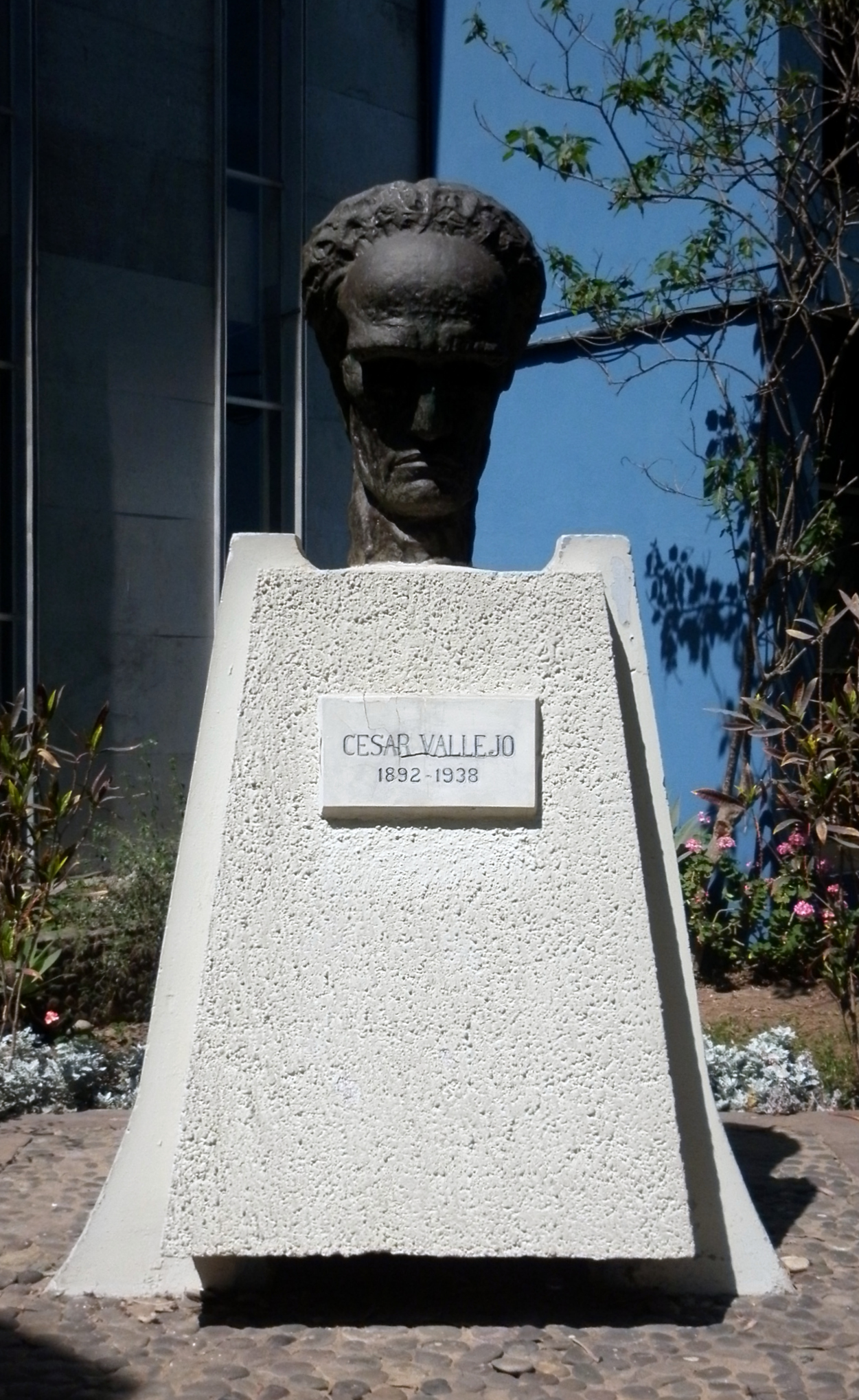
Monumento a Vallejo en el exterior de la Facultad de Letras y Ciencias Humanas de la Universidad Nacional Mayor de San Marcos.

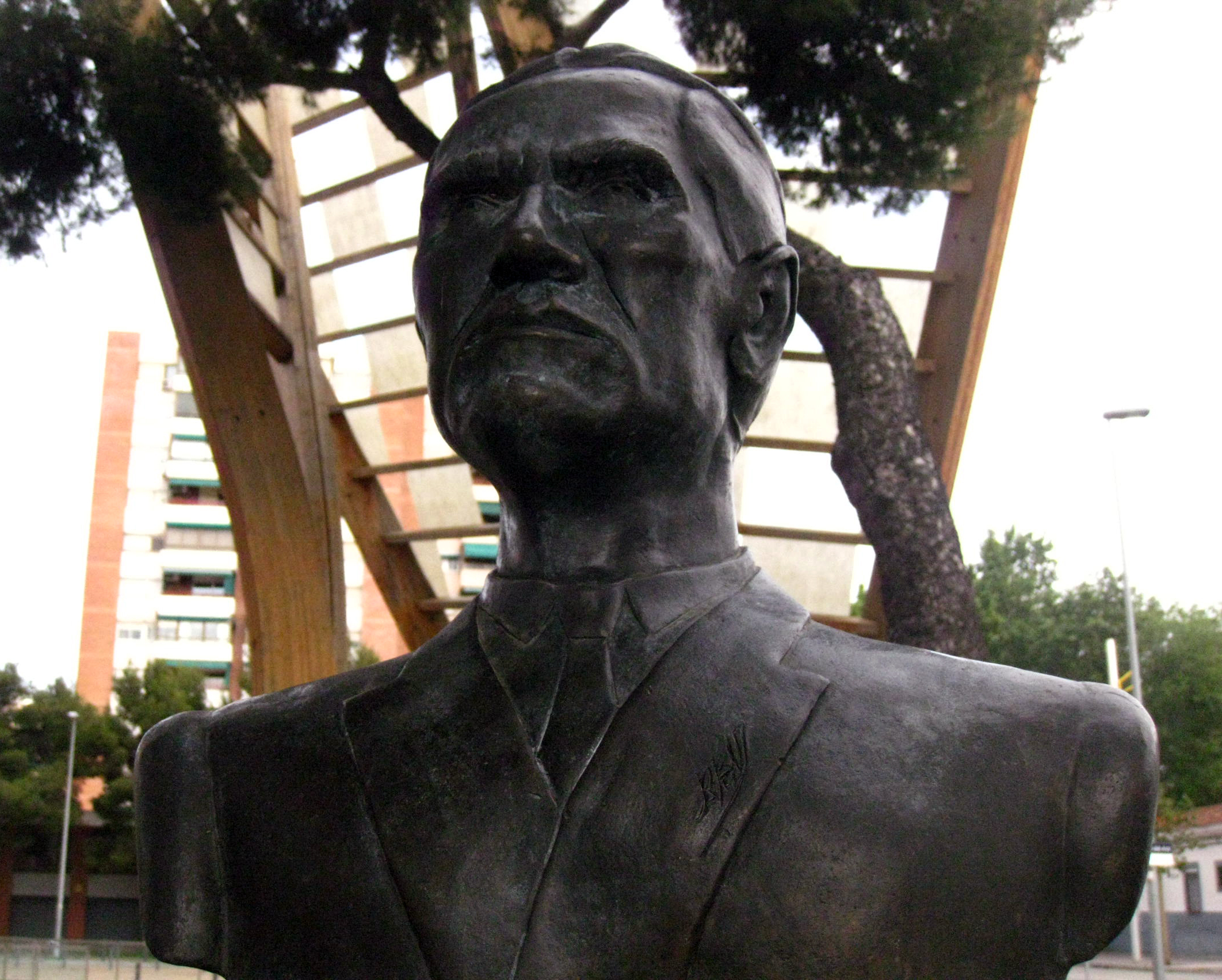
Monumento a César Vallejo en Barcelona

Se embarca en el vapor Ucayali, y llega a Lima el 30 de diciembre de 1917. Conoce a lo más selecto de la intelectualidad limeña. Se encuentra con Clemente Palma, que había sido un furibundo detractor de su obra poética (había calificado de mamarracho el poema «El poeta a su amada»), pero quien esta vez le da muestras de respeto. Llega a entrevistarse con José María Eguren y con Manuel González Prada, a quien los más jóvenes consideraban entonces un maestro y guía. En la capital, Vallejo se vinculó con escritores e intelectuales como Abraham Valdelomar y su grupo Colónida, José Carlos Mariátegui; con ambos hace profunda amistad. También conoce a Luis Alberto Sánchez y Juan Parra del Riego. Asimismo, publicó algunos de sus poemas en la revista Suramérica del periodista Carlos Pérez Cánepa.
En 1918 entra a trabajar al colegio Barrós de Lima. Cuando en septiembre de ese año muere el director y fundador de dicho colegio, Vallejo ocupa el cargo. Se enreda en otra tormentosa relación amorosa, esta vez con Otilia Villanueva, una muchacha de 15 años, cuñada de uno de sus colegas. Debido a ello pierde su puesto de docente. Otilia será la inspiradora de varios de los poemas de Trilce.
Al año siguiente consigue empleo como inspector disciplinario y profesor de Gramática Castellana en el Colegio Nacional Nuestra Señora de Guadalupe. Ese mismo año ve la luz su primer poemario Los heraldos negros, que muestran aún las huellas del modernismo en su estructura, aunque ya se vislumbran algunas características muy peculiares en el lenguaje poético. El poeta toca la angustia existencial, la culpa personal y el dolor, como, por ejemplo, en los conocidos versos «Hay golpes en la vida tan fuertes... ¡Yo no sé!» o «Yo nací un día / que Dios estuvo enfermo». Circularon relativamente pocos ejemplares, pero el libro fue en general bien recibido por la crítica.

### Prisión en Trujillo.Trilce
Su madre había fallecido en 1918. La nostalgia familiar lo empuja, en mayo de 1920, a retornar a Santiago de Chuco. El 1.º de agosto ocurre un incendio y saqueo de una casa del pueblo, perteneciente a la familia Santa María Calderón, arrieros negociantes de mercaderías y alcohol desde la costa, suceso del que se acusa injustamente a Vallejo como participante y azuzador. Se esconde pero es descubierto, apresado y arrojado a un calabozo de Trujillo donde permanecerá durante 112 días (del 6 de noviembre de 1920 al 26 de febrero de 1921). El 24 de diciembre de 1920 gana el segundo premio (el primero fue declarado desierto) de la Municipalidad de Trujillo con el poema «Fabla de gesta (Elogio al Marqués de Torre Tagle)»; lo curioso de este suceso es que Vallejo compitió escondiendo su identidad bajo un seudónimo, a fin de dar imparcialidad al concurso.
En la obra, Vallejo en los infiernos, Eduardo González Viaña, el autor, que también es abogado, revela piezas claves del expediente judicial seguido contra el poeta y muestra que todo aquel fue una construcción deliberada por el juez y sus enemigos para hundirlo en una prisión infame. Se procesó a las víctimas y se excluyó de la acción penal a los implicados. Se inventó testimonios y se les adjudicó a personas que después declararon que ni siquiera conocían Santiago de Chuco,el lugar de los hechos. Por fin, el hombre sindicado como autor material fue conducido a Trujillo para que declarara ante la corte superior. Sin embargo, en el largo camino, los gendarmes que lo custodiaban lo mataron a balazos pretextando que había querido fugar. Más todavía, el autor ha indagado las otras ocupaciones del juez ad hoc. En verdad, aquel era abogado de la gran empresa cañavelera Casagrande y de la minera Quiruvilca en las cuales los trabajadores operaban sin horario y eran víctimas de horrorosas condiciones laborales. Todo ello evidencia el carácter político del juicio penal. En Vallejo se trataba de escarnecer a su generación, jóvenes universitarios que intentaban alzarse contra la injusticia y abrazaban el anarquismo y el socialismo, las utopías del siglo.
El proceso judicial nunca se cerró. El poeta salió de la cárcel en virtud de una liberación provisional. Años después en Europa sabía que no podría volver jamás a la patria. La cárcel y los “infiernos” denunciados en esa novela tenían la puerta abierta para él.
Tras salir en libertad condicional, se dirige nuevamente a Lima, donde su cuento de corte fantástico Más allá de la vida y de la muerte fue premiado en un concurso literario. El monto del premio lo destina a financiar otras publicaciones literarias. En octubre de 1922 ve la luz su segundo poemario: Trilce, prologado por su amigo Antenor Orrego. Es recibido tibiamente por la crítica, que no alcanzaba aún a comprender la literatura de vanguardia, salvo por el propio Orrego, quien dijo de Vallejo: «A partir de este sembrador se inicia una nueva época de la libertad, de la autonomía poética, de la vernácula articulación verbal».
Trilce anticipó gran parte del vanguardismo que se desarrollaría en los años 1920 y años 1930. En este libro, Vallejo lleva la lengua española hasta límites insospechados: inventa palabras, fuerza la sintaxis, emplea la escritura automática y otras técnicas utilizadas por los movimientos dadá y suprarrealista. Se adelantó a la renovación del lenguaje literario que después ensayaría Vicente Huidobro en su poemario Altazor (1931) y James Joyce en su relato onírico Finnegans Wake (1939).
En marzo de 1923, Vallejo publicó una corta edición de Escalas o Escalas melografiadas, colección de relatos y cuentos, algunos ya vanguardistas. Otra narración suya, titulada Fabla salvaje, fue publicada el 16 de mayo en la serie La novela peruana dirigida por Pedro Barrantes Castro.
Es admitido nuevamente como profesor en el Colegio Guadalupe, puesto en el cual no durará mucho, tras ser declarado cesante.

### Viaje a Europa

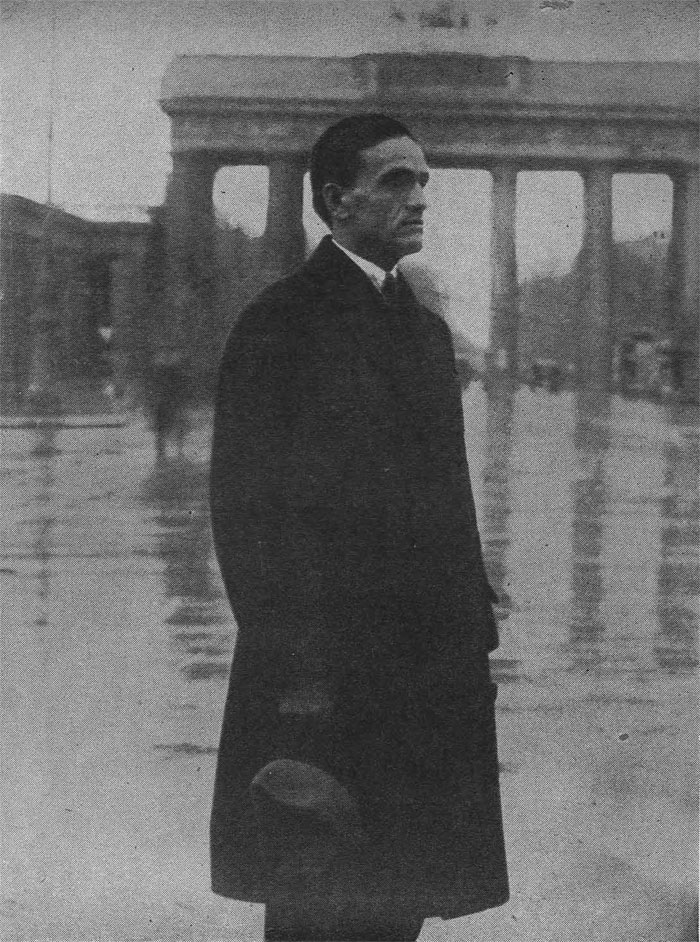
Vallejo frente a la Puerta de Brandeburgo en Berlín.

Hastiado de la mediocridad local, tenía ya sus miras puestas en el Viejo Mundo. Con el dinero que le adeudaba el Ministerio de Educación, se embarca rumbo a Europa, de donde no regresará más. Viaja en el vapor Oroya el 17 de junio de 1923, con una moneda de quinientos soles. Arriba a París el 13 de julio. Sus ingresos —siempre insuficientes— provenían del periodismo, si bien fungió también de traductor. Escribía para el diario El Norte de Trujillo, y las revistas L'Amérique Latine de París, España de Madrid y Alfar de La Coruña.
Sus dos primeros años en París fueron de mucha estrechez económica, al punto que muchas veces tuvo que dormir a la intemperie. Inicia su amistad con el escritor español Juan Larrea y con Vicente Huidobro; traba contacto con importantes intelectuales como Pablo Neruda y Tristan Tzara.
A principios de 1924 recibe la noticia de la muerte de su padre. En octubre es hospitalizado en un nosocomio de caridad pública, a consecuencia de una hemorragia intestinal. Fue operado y pudo restablecerse.
En 1925 empieza a trabajar como secretario de la recién fundada Les Grands Journaux IberoAméricains o Los Grandes Periódicos Iberoamericanos, una vasta organización publicitaria. También empezó a colaborar para la revista limeña Mundial. Ese año el gobierno español le concedió una modesta beca para que pudiera continuar sus estudios universitarios de Derecho en España. En los dos años siguientes visitó periódica y brevemente Madrid a fin de cobrar a plazo fijo el monto de la beca, aunque sin estudiar; en octubre de 1927 renunció a dicha beca. Nunca se doctoró en Letras ni en Derecho.
Renunció a su trabajo en Los Grandes Periódicos Iberoamericanos en 1926 y conoció a su primera compañera francesa, Henriette Maisse, con quien convivió hasta octubre de 1928. Con Larrea fundó la revista Favorables París Poema, y con Pablo Abril de Vivero el semanario La Semana Parisién. Ambas publicaciones tuvieron vida efímera. Empezó a enviar colaboraciones para la revista limeña Variedades.

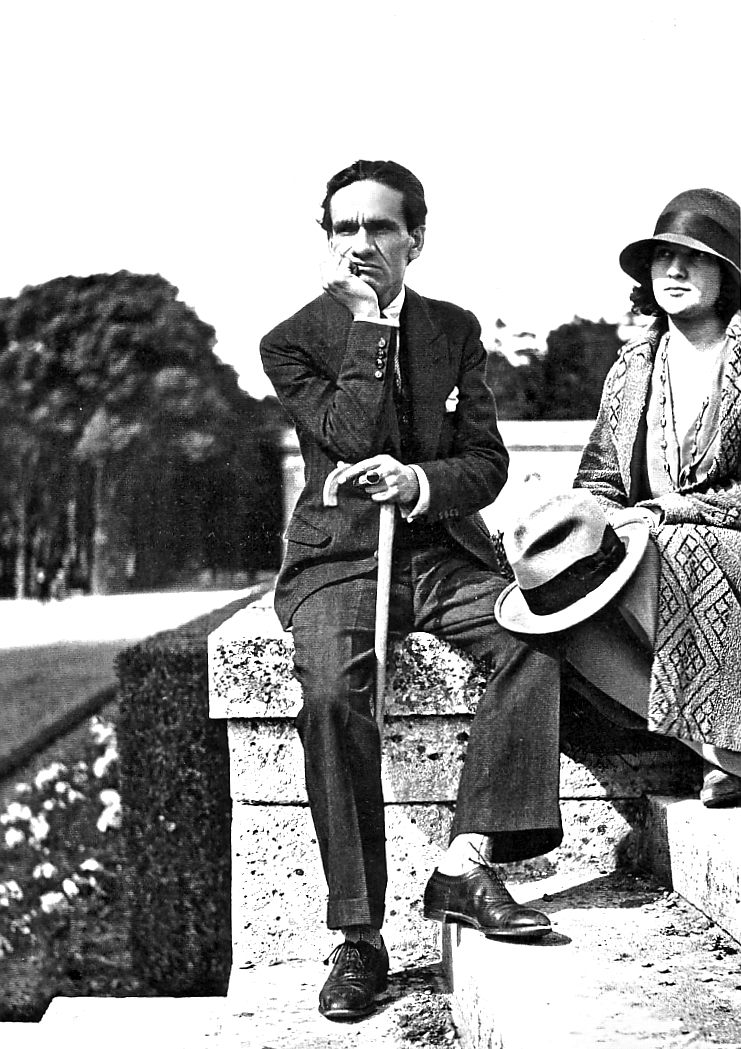
Vallejo y Georgette en París

En 1927 conoció en París a Georgette Marie Philippart Travers, una joven de 18 años que vivía con su madre en un apartamento situado enfrente del hotel donde se hospedaba. Profundizó en sus estudios sobre el marxismo. Apareció una narración suya en Amauta, la revista que fundó en Lima su amigo José Carlos Mariátegui y en la que también se reprodujeron varias de sus crónicas periodísticas.
En abril del año siguiente enfermó nuevamente de gravedad, pero se recuperó a los pocos meses. Todavía le acompañaba Henriette. Empezó a interesarse con más ahínco por las cuestiones político-sociales. Ese mismo año realizó su primer viaje a Rusia. Retornó a París y fundó la célula parisina del Partido Socialista que había fundado Mariátegui en su patria (después denominado Partido Comunista Peruano).
En 1929 empezó a convivir con Georgette (quien acababa de heredar el apartamento y bienes de su fallecida madre) y junto con ella realizó un segundo viaje a Rusia. Se detiene en Colonia, Varsovia, Praga, Viena, Budapest, Moscú, Leningrado y varias ciudades italianas, antes de retornar a París. Inició su colaboración para el diario El Comercio, como corresponsal oficial, y continuó haciéndolo con las revistas Variedades y Mundial. Esta labor periodística fue forzosamente suspendida en 1930 a raíz de la crisis mundial, cuando dichas revistas desaparecieron, al igual que el suplemento dominical de El Comercio, donde se publicaban sus artículos.

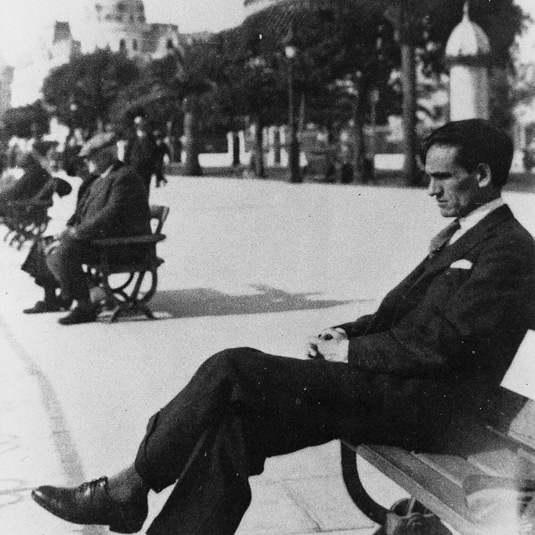
César Vallejo en Niza, 1929

En esta primera parte de su estancia parisina, que va de 1923 a 1929, se sitúa la composición de algunos cuantos poemas (después llamados Poemas en prosa), un libro o recopilación de ensayos: Contra el secreto profesional y un proyecto de novela incaica: Hacia el reino de los Sciris, todos los cuales fueron publicados póstumamente, a excepción de algunos ensayos y relatos sueltos. La razón de esta parquedad de creaciones literarias se debió a que se hallaba más absorbido en producir artículos y crónicas para diarios y revistas pane lucrando.
En 1930 viajó a Madrid a raíz de la publicación de su poemario Trilce, que señaló el descubrimiento de su poesía en España, donde fue sometida a la crítica. Retorna a París pero al poco tiempo es expulsado, acusado de hacer propaganda comunista. Junto con Georgette vuelve a Madrid donde pasa dificultades económicas. Allí es testigo de la caída de la monarquía borbónica y la proclamación de la Segunda República Española (1931); se relaciona también con grandes literatos españoles como Miguel de Unamuno, Federico García Lorca, Rafael Alberti, Gerardo Diego y José Bergamín. Publicó también su novela proletaria El tungsteno, y su libro de crónicas y ensayos Rusia en 1931, que se convirtió en un superventas: tres ediciones en solo cuatro meses. Le niegan, en cambio, la publicación de su cuento Paco Yunque, por ser «muy triste».
En octubre de 1931 realizó un tercer y último viaje a Rusia para participar en el Congreso Internacional de Escritores Solidarios con el Régimen soviético. Retorna a Madrid y continúa con pasión su tarea literaria, pero los editores españoles se niegan a publicar sus obras de teatro Lock-out y Moscú contra Moscú (conocida después como Entre las dos orillas corre el río), así como su libro de crónicas Rusia ante el segundo plan quinquenal (continuación de Rusia en 1931), y su recopilación de ensayos El arte y la revolución. La razón principal: por ser obras de carácter marcadamente marxista y revolucionario. Por esta época empieza también a escribir (hasta 1937) una serie de poemas que póstumamente serían publicados con el título de Poemas humanos.
Decidió regresar a París en 1932, cuando es levantada la anterior restricción de ingreso. Ese año Georgette es hospitalizada, pero se recupera. Al año siguiente Vallejo escribió un extenso artículo, publicado por entregas en el Germinal de París, titulado ¿Qué pasa en el Perú?. Por ese tiempo deambula por pensiones y hoteles parisinos en medio de una gran angustia económica.
En 1934 se casó por lo civil con Georgette. Por entonces termina de escribir otra de sus obras teatrales, Colacho Hermanos o presidentes de América, sátira contra los gobiernos latinoamericanos que veía como sumisos a la política exterior estadounidense, pero que ningún editor se animó a publicar. También le rechazan otro libro de ensayos que quiso dar a la prensa: Contra el secreto profesional. Entre 1935 y 1936 escribió varios cuentos: El niño del carrizo, Viaje alrededor del porvenir, Los dos soras y El vencedor, bocetos narrativos que serían publicados años después de su muerte.

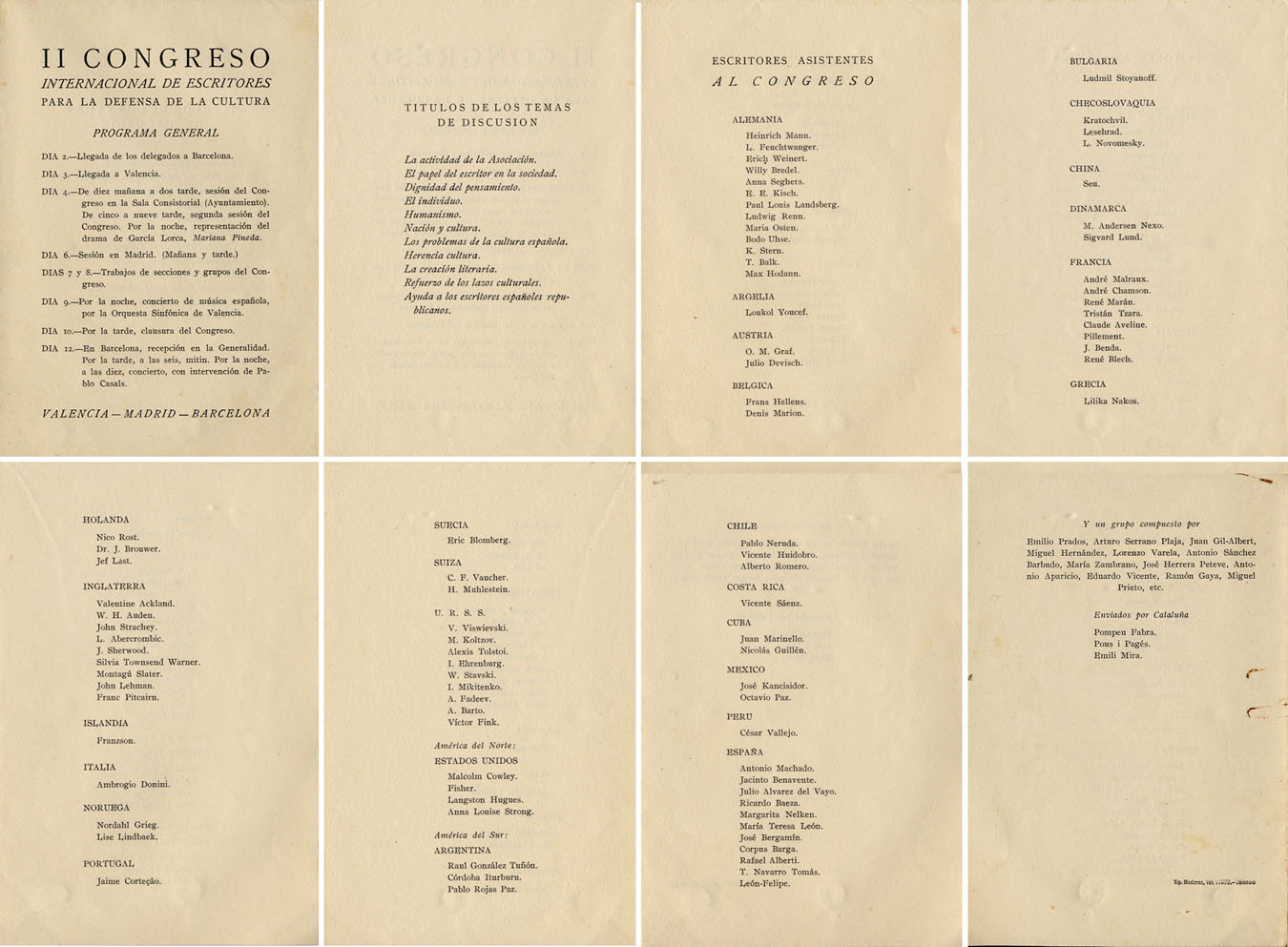
II Congreso internacional de escritores para la defensa de la cultura.

Al estallar la guerra civil española en 1936, colaboró con fervor en la fundación del Comité Iberoamericano para la Defensa de la República Española y de su vocero, el boletín Nueva España. Le acompaña en esa labor Pablo Neruda. En diciembre de dicho año viaja por unos días a España, pasando por Barcelona y Madrid, preocupado por el desarrollo de los acontecimientos. En julio de 1937 vuelve por última vez a España para asistir al II Congreso Internacional de Escritores para la Defensa de la Cultura. Visita Barcelona, Valencia, Jaén y el frente en Madrid. De vuelta a París, es elegido secretario de la sección peruana de la Asociación Internacional de Escritores. Entre septiembre y noviembre escribió sus últimas composiciones líricas de Poemas humanos y España, aparta de mí este cáliz; así como el drama de tema incaico La piedra cansada.

### Muerte en París
A inicios de 1938 trabajaba como profesor de Lengua y Literatura en París, pero en marzo sufre de agotamiento físico. El 24 del citado mes es internado por una enfermedad desconocida (después se supo que fue la reactivación de un antiguo paludismo, que sufrió cuando era un niño) y entra en crisis el 7 y el 8 de abril. Falleciendo una semana más tarde por tuberculosis a los 46 años, el 15, un Viernes Santo de llovizna, no un jueves, como había dicho en su poema «Piedra negra sobre una piedra blanca». Se le realizó un embalsamamiento. Su elogio fúnebre estuvo a cargo del escritor francés Louis Aragon. El 19 sus restos son trasladados a la Mansión de la Cultura y más tarde al cementerio de Montrouge, en los suburbios del sur de la capital francesa.
Después de treinta y dos años de reposar allí, el 3 de abril de 1970 su viuda Georgette Vallejo trasladó sus restos al cementerio de Montparnasse, escribiendo en su epitafio:

He nevado tanto para que duermas.

## Obras

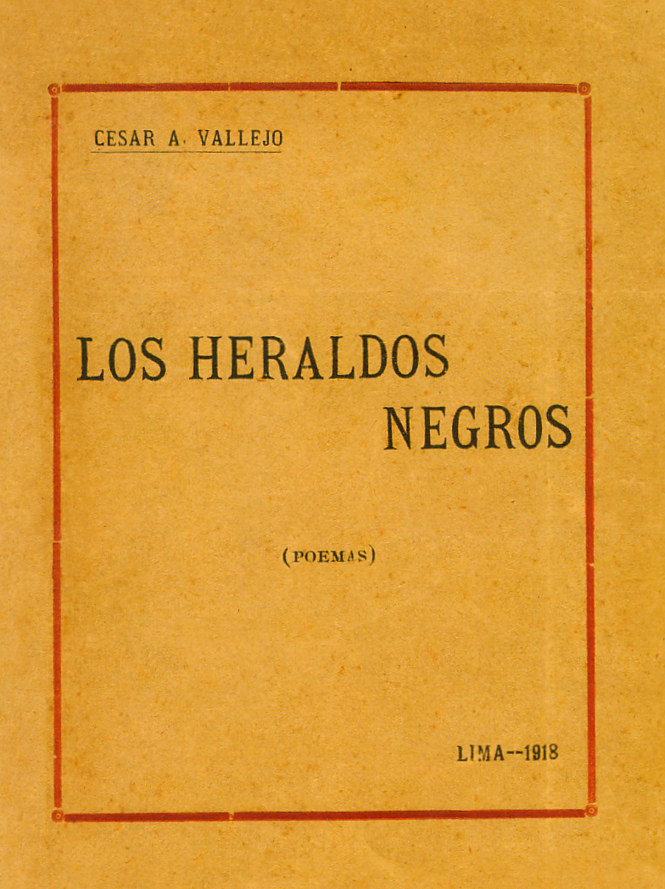
Portada de la edición príncipe de Los heraldos negros.

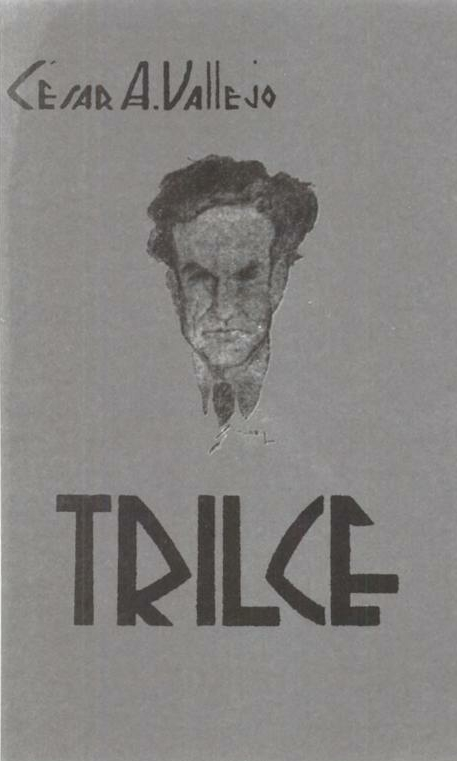
Cubierta de la primera edición de Trilce, con el retrato del poeta.

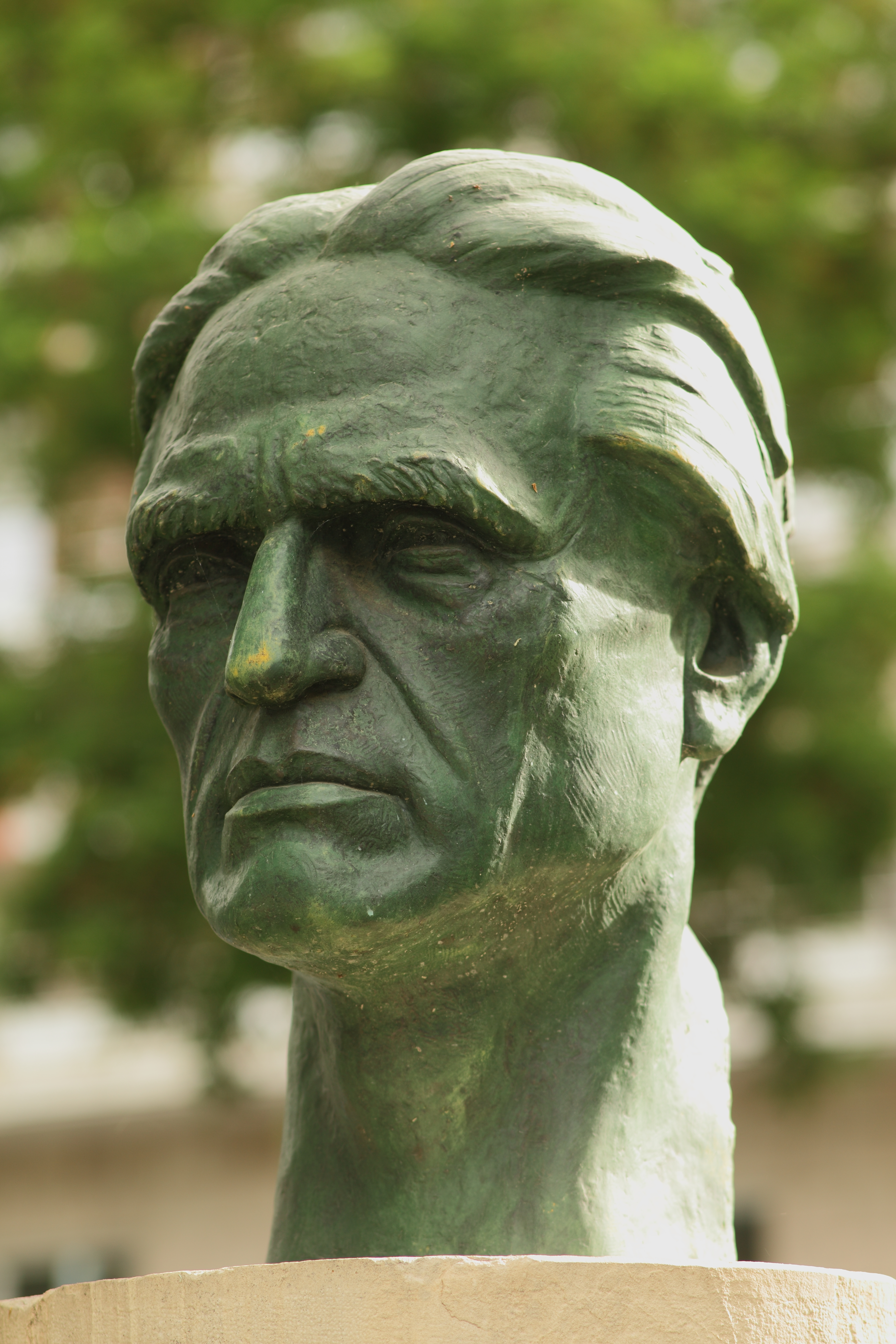
Busto de Vallejo en Madrid

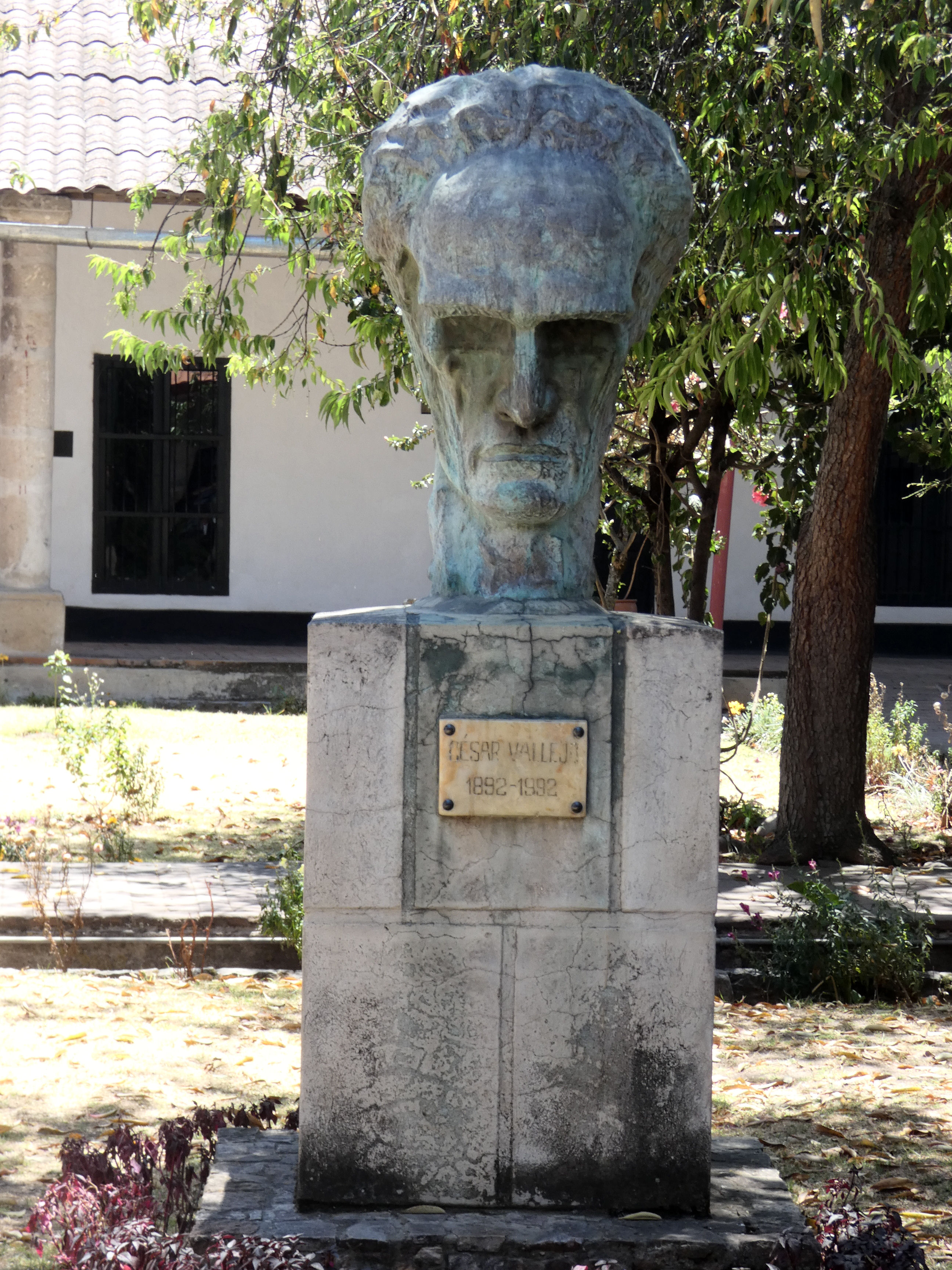
Busto de Vallejo en Cajamarca, Perú.

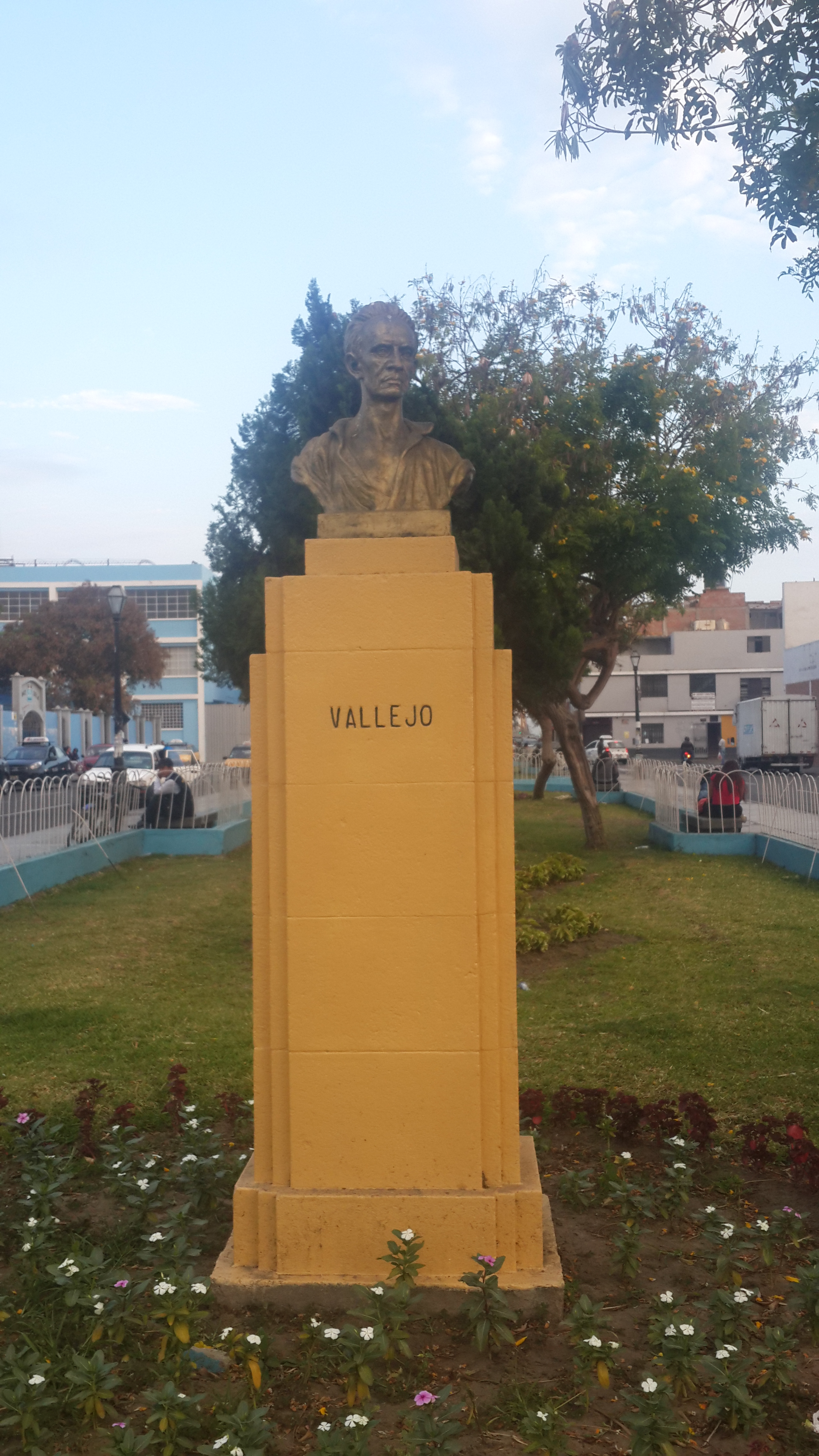
Monumento a Vallejo en Trujillo, Perú

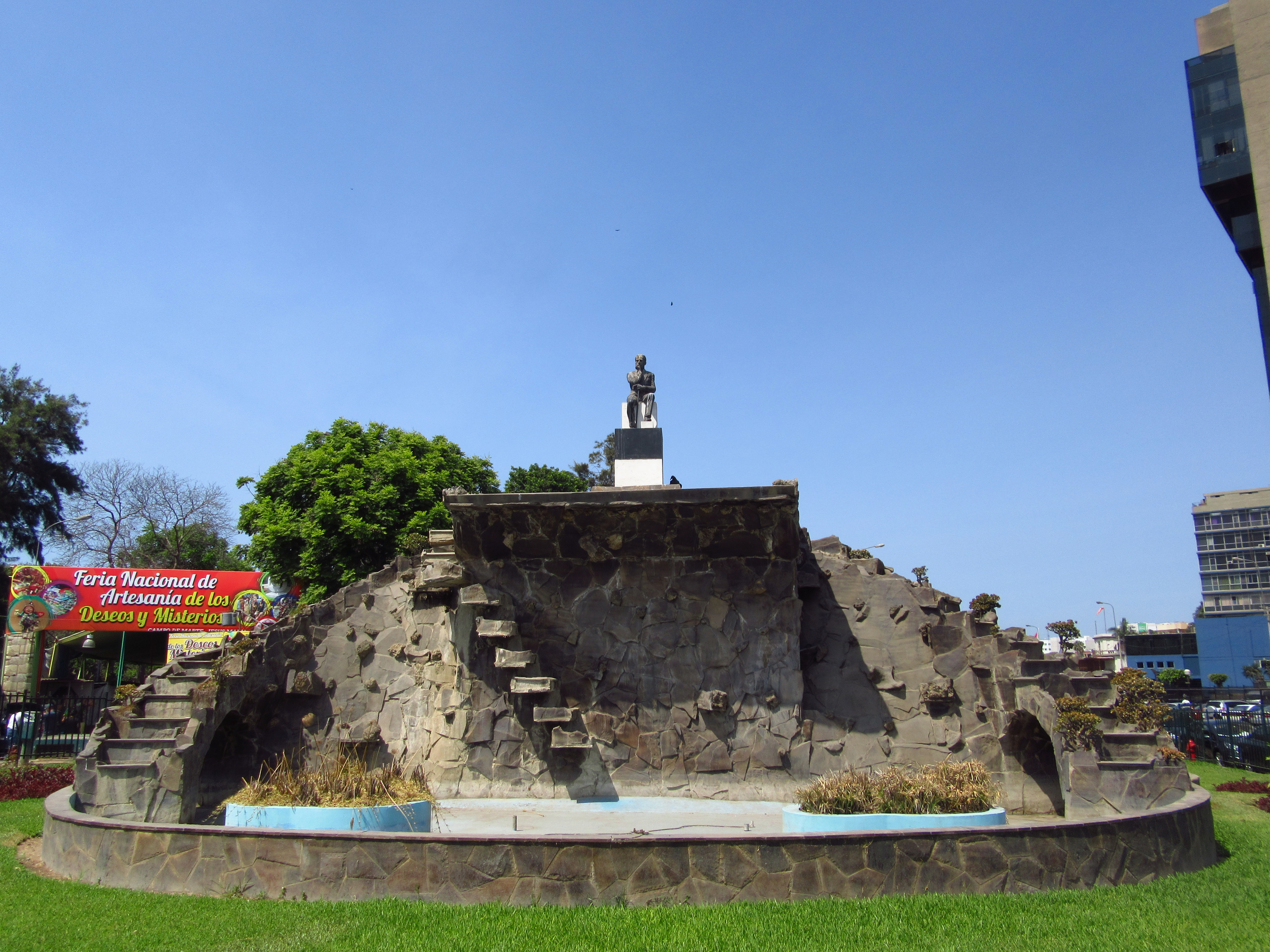
Monumento a Vallejo en Campo de Marte, Lima.

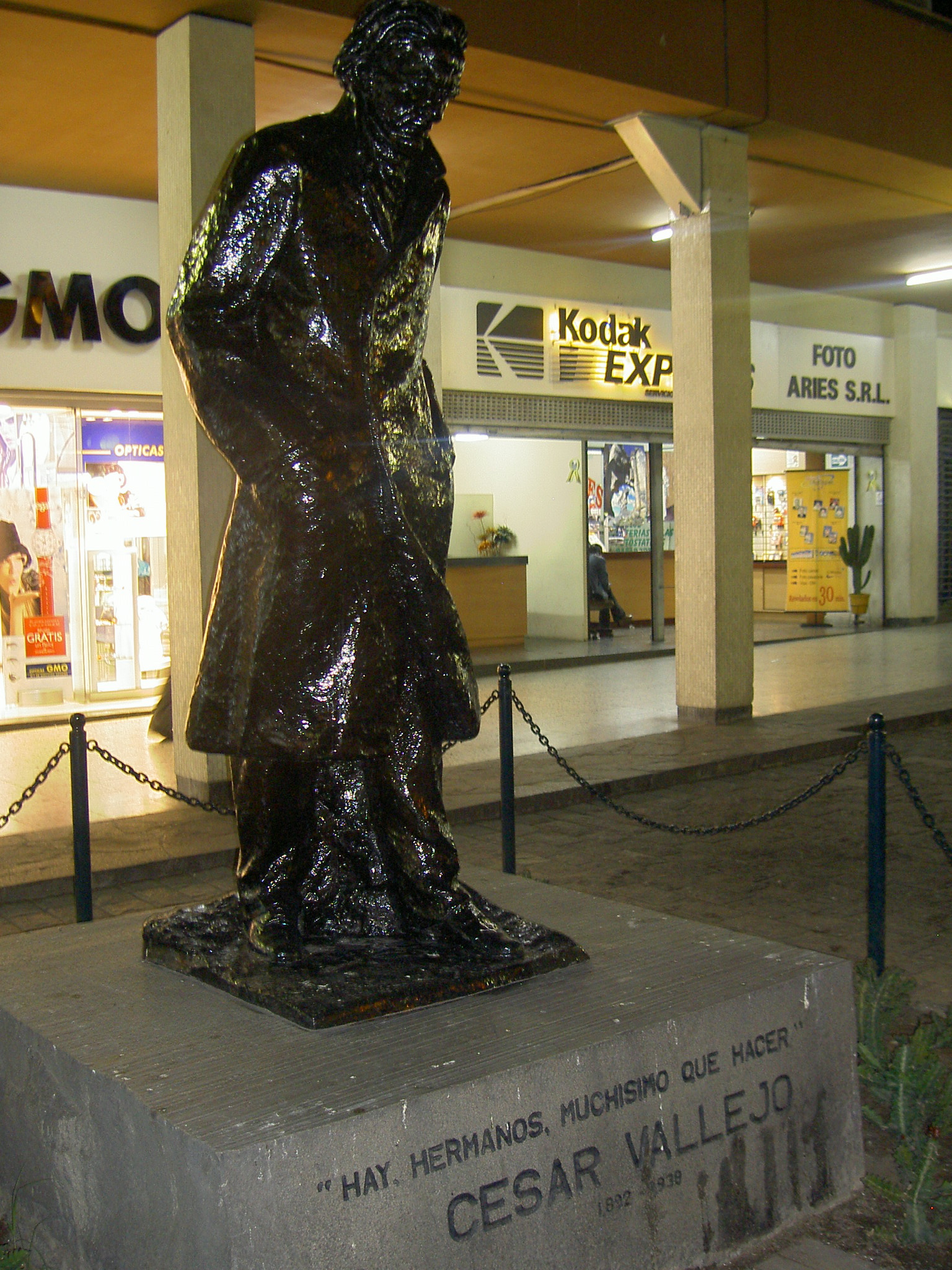
Monumento a Vallejo, ubicado frente al Teatro Segura, en Lima.

Vallejo abarcó prácticamente todos los géneros literarios: poesía, narrativa (novelas y cuentos), teatro y ensayo. Se debe también mencionar su copiosa labor periodística (crónicas y artículos).

### Poesía
Es comúnmente aceptado que es en la lírica donde Vallejo alcanza su verdadera expresión y sus más altas cotas. Consta de tres etapas: modernista, vanguardista y revolucionaria.
Etapa modernista
Comprende el libro de poemas Los heraldos negros (Lima, 1919). Constituye el comienzo de la búsqueda del poeta por una diferenciación expresiva, la cual se irá consolidando a lo largo de toda su obra. Para Vallejo era necesario fundar un lenguaje poético diferente a lo tradicional. Vallejo estuvo influenciado por el nicaragüense Rubén Darío, fundador de modernismo y máximo exponente en Hispanoamérica, y el poeta modernista uruguayo Julio Herrera y Reissig.
Según Mariátegui «en estos versos principia la poesía peruana, en el sentido indigenista». Efectivamente, el poeta nos habla de lo nativo. Allí están las profundas vivencias de los sucesos cotidianos, la vida familiar y aldeana, el paisaje tierno y eglógico, pero expresados todavía con el gusto modernista y las formas métricas y estróficas de la poesía clásica.
También encontramos temas más elevados como la protesta contra el destino del hombre, la muerte, el dolor, la conciencia de orfandad, el absurdo, todos ellos tratados por el poeta con un acento muy personal.
En efecto, el poeta despliega en el poemario características que lo convierten en un libro único: la exhibición impúdica de sentimientos, la muestra descarnada del sufrimiento, la radical desnudez de la palabra.
El primer poema de la serie da título al libro y se refiere a los momentos en que la muerte, o el simple paso del tiempo, nos dan una señal angustiosa, cual sacudida. «... son las crepitaciones de algún pan que en la puerta del horno se nos quema.» Esta imagen, en realidad tan fundada como innovadora, fue objeto de burla de Miguel de Unamuno, ya que el anquilosamiento retórico en que se hallaba la poesía y la literatura española por aquellos tiempos, aún no podía permitir entender que se pudiera extraer lo profundo de lo cotidiano, incluso de lo doméstico.
Etapa vanguardista
Comprende el poemario Trilce (Lima, 1922), uno de los mayores libros de poesía de la vanguardia posbélica a nivel mundial. El poemario nace en un contexto muy especial para el poeta. Su perplejidad ante el mundo se había acrecentado: la muerte de su madre, sus fracasos amorosos, la experiencia de no ser aceptado totalmente en Lima y su estadía en una lóbrega cárcel de Trujillo, son los principales acontecimientos que marcaron el profundo sentimiento de exclusión del poeta. Estas experiencias forjaron en él ese sentimiento de ser humano preso de la existencia o de la sociedad y fueron el origen del desgarramiento del poeta, del dolor infinito que encierra cada poema, y de su densidad y hermetismo.
El nombre del poemario es un neologismo inventado por Vallejo, cuyo significado hasta ahora es incierto. De acuerdo a la versión más extendida, derivaría de «tres», pues el cambio del nombre del libro (originalmente Vallejo le puso el título de Cráneos de bronce) fue cotizado por el impresor en tres libras (treinta soles oro).
Al momento de aparecer cayó en el mayor vacío, pues la gente todavía estaba acostumbrada a los versos románticos y modernistas. El mismo Vallejo lo explica en carta dirigida a Antenor Orrego, y defiende a la vez su posición:

El libro ha nacido en el mayor vacío. Soy responsable de él. Asumo toda la responsabilidad de su estética. Hoy más que nunca quizá, siento gravitar sobre mí, una hasta ahora desconocida obligación sacratísima, de hombre y de artista. ¡La de ser Libre! Si no he de ser libre hoy, no lo seré jamás. Siento  que gana el arco de mi frente su más imperativa fuerza de heroicidad. Me doy en la forma más libre que puedo y ésta es mi mejor cosecha artística. [...] ¡Dios sabe cuánto he sufrido para que el ritmo no traspasara esa libertad y cayera en libertinaje! ¡Dios sabe hasta qué bordes espeluznantes me he asomado, colmado de miedo, temeroso de que todo se vaya a morir a fondo para que mi pobre ánima viva!

Fue calificado como «disparate». Críticos como Luis Alberto Sánchez se preguntaron extrañados por qué Vallejo había escrito un poemario de esas características. Trilce significó la creación de un lenguaje muy personal, lo que ya en sí implicaba una hazaña descomunal. Fue una ruptura con la tendencia del pasado literario y con respecto a las normas expresivas tradicionales. El libro refleja la poética personal de Vallejo, tal como él mismo lo explica: «La gramática, como norma colectiva en poesía, carece de razón de ser. Cada poeta forja su gramática personal e intransferible, su sintaxis, su ortografía, su analogía, su prosodia, su semántica. Le basta no salir de los fueros básicos del idioma. El poeta puede hasta cambiar, en cierto modo, la estructura literal y fonética de una misma palabra según los casos.» (El arte y la revolución).
Trilce es un libro revolucionario porque pulverizó las normas estéticas y retóricas:
- Usa vulgarismos, cultismos, regionalismos, tecnicismos, neologismos, arcaísmos.
- Transita por todos los niveles del lenguaje.
- Crea un nuevo lenguaje poético a través de la deslexicalización del mismo, puesto que tiene altos grados de agramaticalidad y violenta la representación gráfica de las palabras.
- Usa múltiples figuras literarias: paradojas, prosopopeyas, animismo, hipérboles numéricas, sinestesias, onomatopeyas, pleonasmos y antítesis.

Plenitud poética: Etapa revolucionaria y de compromiso social
Los poemarios de esta etapa son de publicación póstuma, labor que realizó la viuda del poeta, englobando los textos bajo el título común de Poemas humanos (París, julio de 1939). Aunque hay que señalar que España, aparta de mí este cáliz, ya había sido ordenado por el mismo Vallejo en forma de libro individual y fue publicado meses antes, en enero, en España.
El título de Poemas humanos fue impuesto a sugerencia de Georgette Vallejo, quien afirmó haber leído en una libreta de apuntes de Vallejo que este tenía planificado un libro de "poemas humanos", aunque sin mayor especificación. La ambigüedad de esta afirmación ha llevado a diversos críticos y editores, como Raúl Porras Barrenechea, a considerar arbitraria dicha imposición. Posteriormente, Georgette Vallejo dividió los llamados Poemas humanos en dos bloques titulados Poemas en prosa (19 poemas) y Poemas humanos propiamente dichos (76). Así aparecieron en la Obra poética completa, Francisco Moncloa Editores S.A., 1968. Según Georgette, los primeros fueron escritos entre 1923 y 1929, y los segundos entre 1931 y 1937. Otros editores no han estado de acuerdo con esta división y han preferido mantener en un solo cuerpo todos los poemas póstumos de Vallejo, a excepción de España, aparta de mí este cáliz.
Aunque estos poemas tratan algunos temas recurrentes del autor, muestran claras diferencias respecto a su obra poética anterior. Lo primero que se nota, en el plano formal, es su retorno a los ritmos conocidos, al menos en buena parte de los poemas, así como el abandono de la experimentación del lenguaje, que había sido la nota predominante en Trilce. En esta nueva fase de su poética su lenguaje es pues más accesible para el lector común. El poeta buscaba precisamente acercarse más al pueblo.
Se considera que uno de los factores que más influyó en este cambio de rumbo de su poesía fue su adhesión al marxismo, pensamiento que coincidía con algunas de las preocupaciones que lo habían acompañado a lo largo de su vida.
Si bien la nota reiterativa en estos poemas sigue siendo la insatisfacción del poeta ante la vida y el pertinaz dolor de vivir; sin embargo, esta vez trae consigo una nota de esperanza. Ella radicaría en su fe en la unidad de todos los hombres. En Poemas humanos el poeta se abandona con seriedad o patetismo exacerbado al dolor humano y nos obliga a pensar en las angustias y esperanzas de todos aquellos que con el estómago vacío no tienen ni siquiera una piedra en que sentarse. La obra está llena de paralelismos y oposiciones. Usa el lenguaje de la conversación cotidiana, por eso parece que el yo poético conversa con un amigo o un obrero. Hay fuertes exclamaciones en la estructura lingüística, quiere dramatizar su poesía. Presenta un humanismo esencial, literatura social y revolucionaria.
España, aparta de mí este cáliz, escrito en 1937 y publicado en 1939, compendia los versos más intensos y hondos que escritor alguno haya llevado a cabo sobre la guerra civil en ese país. La visión de la España combatiente había conmovido a Vallejo, por lo que su poética estuvo al servicio de la causa. Consta de 15 poesías y se considera el testamento poético de Vallejo.
En los versos que dan nombre al poemario, se manifiesta una prueba premonitoria de su amor por España y su miedo por la derrota de la que consideraba la causa justa.

### Narrativa
En la narrativa de Vallejo también se aprecia su transformación ideológica.
- Escalas melografiadas (Lima, 1923) es un libro que agrupa doce relatos. Algunos de ellos son de un sorprendente vanguardismo, poco cultivado entonces. Se divide en dos secciones: 
  - Cuneiformes, seis estampas lírico-narrativas: Muro Noroeste, Muro Antártico, Muro Este, Muro dobleancho, Alféizar y Muro occidental.
  - Coro de vientos, seis relatos o cuentos psicopatológicos: Más allá de la vida y la muerte, Liberación, Los caynas,[13] El unigénito, Mirtho y Cera.
- Fabla salvaje (Lima, 1923) es una novela corta de carácter psicológico que aborda la locura de un campesino de los Andes. Cercano al género fantástico.
- Hacia el reino de los Sciris (terminado en 1928, se publicó póstumamente) es una nouvelle histórica de tema incaico, todavía ligado al modernismo.

Hacia 1930, influenciado por el marxismo, empezó a escribir relatos más imbuidos de la problemática social y circunscritos en el llamado realismo socialista.
- El tungsteno (Madrid, 1931) es una novela desigual sobre un conflicto en una mina de los Andes. Es una novela "proletaria" que ataca no solamente a los "gringos", sino también a los "arribistas" que imitan a los extranjeros y explotan y oprimen a los pobres, los indios, y los "conscriptos" del ejército. Publicada en España, fue muy popular en la década de 1930, la de la depresión económica mundial.
- Paco Yunque (escrito en 1931), un cuento infantil de denuncia social que fue rechazado por muchos editores. Finalmente fue publicado en 1951. Ahora en el Perú, Paco Yunque es lectura obligatoria durante la enseñanza primaria.

Se debe mencionar también otros relatos escritos entre 1935 y 1936, pero que dejó inconclusos:
- El niño del carrizo
- Viaje alrededor del porvenir
- Los dos soras
- El vencedor

Su obra narrativa completa fue publicada en 1967, bajo el título de César Vallejo. Novelas y cuentos completos (Lima, Francisco Moncloa Editores, edición supervisada por Georgette Vallejo).

### Teatro
De Vallejo se conservan cuatro piezas teatrales, ninguna de las cuales fue estrenada o publicada durante su vida, aunque también se conservan los fragmentos de un drama suyo, Mampar, pero en su versión en francés y bajo el título de Les taupes (escrita entre 1929 y 1930), del que también se hacen referencias en una carta crítica del productor Louis Jouvet. Dicho drama trata del conflicto de un esposo con su suegra y se supone que el autor destruyó el original.
En septiembre de 1986 fue el estreno mundial de la "farsa tropical" : Colacho hermanos o presidentes de América del poeta bajo la organización de Ricardo González Vigil y la supervisión teatral de la dramaturga Sara Joffré. La  dirección del espectáculo estuvo a cargo de Carlos Riboty y el grupo Célula de teatro. Todo esto dentro del marco de las celebraciones : "Vallejo. Heraldo de un mundo mejor", que incluía una Exposición de fotografias y cine con la exhibición del film "Vallejo: Canciones de Hogar" del director Nilo Pereira y guión de Ricardo González Vigil. Todo financiado por el Banco Central de Reserva del Perú. El espectáculo teatral fue presentado en el Auditorio del Museo del BCR, en el Centro Histórico de Lima.
Las cuatro piezas teatrales que se conservan íntegramente y que fueron publicadas póstumamente (Teatro completo, Lima, Fondo Editorial PUCP, 1979, editado y prologado por Enrique Ballón Aguirre) son las siguientes:
- Lock-out (1930), drama escrito en francés; el propio Vallejo hizo una traducción al castellano que no se conserva. Trata de un conflicto obrero en una fábrica metalúrgica que explota en una huelga general y la posterior represión de los obreros.
- Entre las dos orillas corre el río (años 1930), drama que fue el producto de un largo y difícil proceso. Entre los títulos de versiones anteriores se encuentran Varona Polianova, Moscú contra Moscú, El juego del amor, del odio y de la muerte y varias permutaciones de este último.
- Colacho Hermanos o presidentes de América (1934). Una sátira que expone la democracia peruana como farsa burguesa bajo presiones diplomáticas y de empresas transnacionales.
- La piedra cansada (1937), drama de tono poético ambientada en la época incaica e influida por las tragedias griegas.

### Ensayo
Vallejo publicó un libro de crónicas titulado Rusia en 1931. Reflexiones al pie del Kremlin (Madrid, 1931) y preparó para las prensas otro similar titulado Rusia ante el segundo plan quinquenal (terminado en 1932 pero que fue publicado tiempo después, en 1965).
Además, organizó dos libros de prosa ensayística y de reflexión: Contra el secreto profesional (escrito, según Georgette, entre 1923 y 1929), y El arte y la revolución (escrito entre 1929 y 1931), que reúnen diversos artículos, algunos de los cuales fueron publicados en revistas y periódicos en vida del autor. Ninguna editorial en España quiso publicar estos libros por su carácter marxista y revolucionario. Serían publicados en 1973 (Lima, Editorial Mosca Azul).

### Traducciones
Vallejo tradujo del francés al castellano al General Mangin, Henri Barbusse y Marcel Aymé. Dichas traducciones fueron publicadas en París, Madrid y Buenos Aires. Posteriormente fueron compiladas en el tomo Traducciones de sus Obras completas, publicadas por la Pontificia Universidad Católica del Perú, el prólogo y la edición estuvieron a cargo de la poeta y traductora Rosario Valdivia Paz-Soldán , tal como se indica en el capítulo "Obras completas" del presente artículo.

## Compilaciones de la obra de Vallejo
- Novelas y cuentos completos. Lima, Francisco Moncloa Editores, 1967, (edición supervisada por Georgette Vallejo).
- Teatro completo, Lima, Fondo Editorial Pontificia Universidad Católica del Perú, 1979. Editado y prologado por Enrique Ballón Aguirre y Georgette Vallejo.
- Desde Europa - Crónicas y artículos (1923–1938), recopilación, prólogo, notas y documentación por Jorge Puccinelli, Lima, Ediciones Fuente de la Cultura Peruana, 1987.
- César Vallejo. Obras completas. Prólogo de Ricardo González Vigil. Lima, Editora Perú S.A., julio de 1992 (edición popular en fascículos distribuida gratuitamente por el diario La Tercera de Lima).

### Obras completas
La última edición de Obras completas de César Vallejo es la de la Pontificia Universidad Católica del Perú (1997-2003) en catorce volúmenes:
- Poesía completa. Presentación de Salomón Lerner Febres. Edición, prólogo y notas de Ricardo Silva-Santisteban. Lima, PUCP, 1997. 4 tomos. Bibliografía de Miguel Ángel Rodríguez Rea.
- Autógrafos olvidados. Estudio preliminar de Juan Fló y notas de Stephen M. Hart. Lima, Támesis/ PUCP, 2003. Contiene la edición facsimilar de 52 manuscritos ológrafos.
- Narrativa completa. Presentación de Salomón Lerner Febres. Edición de Ricardo Silva-Santisteban y Cecilia Moreano. Lima, PUCP, 1999.
- Teatro completo. Presentación de Salomón Lerner Febres. Edición de Ricardo Silva Santisteban y Cecilia Moreano. Lima, PUCP, 1999. 3 tomos
- Artículos y crónicas completos (Desde Lima - Desde Europa, 1918-1938). Presentación de Salomón Lerner Febres. Edición y prólogo de Jorge Puccinelli. Lima, PUCP, 2002. 2 tomos.
- Ensayos y reportajes. Edición y prólogo de Manuel Miguel de Priego. Lima, PUCP, 2002.
- Correspondencia. Edición y prólogo de Jesús Cabel. Lima, PUCP. 2002. Contiene 281 cartas de César Vallejo.
- Traducciones. Edición y prólogo de Rosario Valdivia Paz-Soldán. Lima, PUCP, 2003.
- Cartas de César Vallejo a Pablo Abril de Vivero. Edición y prólogo de Andrés Echevarría. Montevideo, Biblioteca Nacional de Uruguay, MEC, 2013.